# Célula enterocromafim
As células enterocromafins são um tipo de células enteroendócrina que ocorrem no epitélio que reveste o lúmen do trato digestivo e do trato respiratório.
Possuem formato irregular e tem afinidade por sais de prata. Tem como função a produção de histamina, serotonina, dentre outros hormônios peptídicos ainda não identificados.